# 安藤正基
安藤 正基（あんどう まさき、1992年7月22日 - ）は、日本の漫画家。愛知県一宮市出身。名古屋市在住。愛知県立一宮南高等学校、名古屋造形大学造形学部造形学科マンガコース卒業。AB型。

## 来歴
幼少のころより漫画に触れる機会が多く、「描く絵が褒められるのが嬉しい」という思いから絵を描き連ねていた。この頃から漠然とではあるが漫画家になりたいと思っていたという。12歳のときに参加した曽山一寿のサイン会にて、“将来何になりたいか”を問われて「漫画家です」と答えたところ、「絶対なれるよ、がんばって」と言われたため、漫画家になることを意識し始める。ただ、中学の頃はなんとなく漫画を描いていただけであった。
高校へ進学後は授業についていけず、級友とは広く知られた漫画家の話しかできないことから学校を楽しい場とは思えなかったため、放課後はすぐに自宅へ帰って漫画を描くようになる。時間もできたことから本格的に漫画家を目指し、作品の投稿も開始したが、将来を悩んでいたため、学歴を考慮して県内で漫画を学べる大学である名古屋造形大学へ進学を決めた。進学校で理系を専攻していた関係から、担任によって受験を止められてしまうものの、内密にAO入試で受験し、合格した。両親は進学については肯定的で、母は漫画家を目指していた過去から、父は美術系の大学に行きたくても親に反対されて行けなかった過去から希望大学へ行かせる気であったという。
大学2年のときに応募した『ジャンプスクエア』主催の第2回美大芸大キャラバンで、『危ノーマルメモリアル』が優秀作品に選ばれ、同作品でデビューを果たす。しかしその後は続かず、読切掲載を決めるコンペに落ち続け、大学4年であったことから就職を考え始めていたが、『全ての男子を振り向かせる方法』がコンペに通り、掲載。漫画家を続けることを決意する。
大学卒業後はバイトと漫画のアシスタントをしながら作品を描き続け、1年ほど経過したころに息抜きにSNS上で公開した名古屋市を中心とした愛知県あるあるネタ漫画が『月刊ComicREX』の編集の目に留まり、『八十亀ちゃんかんさつにっき』として連載が決定。そのまま連載デビューとなった。また、同時期にマガジンの編集へネームなどを提出し、連載会議を経て『ぶんぐりころころ』の連載が決まった。
『八十亀ちゃんかんさつにっき』のアニメ化に際し、戸松遥が歌う主題歌『DELUXE DELUXE HAPPY』の作詞を担当編集と共に手がけている。
また、リビエラグループが2022年に開催する「SDGsマンガ大賞」では審査員を務める予定で、これに際し審査員特別賞 安藤正基賞が設けられている。
2023年度からは名古屋市広報課からの情報を伝える４コマ漫画の制作を担当しており、漫画内には『八十亀ちゃんかんさつにっき』のキャラクターのほか、須田亜香里・TEAM SHACHI・BOYS AND MEN・SKE48なども登場している。

## 人物
自画像は青色のスライム。同人活動時のペンネーム「謎の生命体」にちなみ、頭部には丸で囲んだ“謎”の文字が書かれている。好きな漫画に『ドラえもん』、好きな漫画家に石黒正数、中山敦支などを挙げる。また、お笑いが好きであるため、自身の漫画に影響があるという。軽度の色覚異常を患っている関係から「色塗りは苦手」としている。
『君のことが大大大大大好きな100人の彼女』の作画を担当している野澤ゆき子とは、同じマンションの隣の号室同士に住んでいた幼馴染である。

## 作品リスト

### 連載
- 八十亀ちゃんかんさつにっき（2016年7月号 - 2022年11月号[16]、『月刊ComicREX』、全13巻）
- ぶんぐりころころ（2016年10月10日 - 2018年3月12日、「マンガボックス」、全2巻）[17][18]
- 名古屋市から「マンガ」でお知らせ！（2023年5月 - 、「名古屋市広報課Xアカウント」）
- モジポニカ！（2025年7月号[19] - 、『月刊アフタヌーン』）

### アンソロジー
- NEW GAME!アンソロジーコミック (3)（2017年8月26日、芳文社）
- 方言少女かんさつにっきアンソロジーコミック（2018年6月27日、一迅社）
- バーチャルYouTuber キズナアイ 公式コミックアンソロジー 〜トモダチをつくろう編〜（2018年6月30日、KADOKAWA）
- バーチャルYouTuber 電脳少女シロ 公式コミックアンソロジー 〜ぱいーん☆しよう編〜（2018年7月27日、KADOKAWA）
- 地元が最高で最強! 〜ご当地VTuberアンソロジー〜（2024年11月26日、KADOKAWA）

### 読み切り
- 危ノーマルメモリアル（2013年2月、『ジャンプSQ.19』vol.16）[4]
- 全ての男子を振り向かせる方法（2014年12月、『ジャンプSQ.19』vol.17）[4]
- テオクレロワイヤル（2015年3月、『マガジンSPECIAL』NO.4）[4]
- 母印（『週刊少年マガジン』2025年34号） - 『カナン様はあくまでチョロい』の1ページ寄稿漫画[20]。

### その他
- 幸腹グラフィティ（2015年1月7日）TVアニメ応援イラスト寄稿（あんど名義）[21]
- γ -ガンマ-（荻野純、2014年11月4日）5巻 p. 196 アシスタントイラスト（4コマ漫画）
- ジャンプSQ. 若手作家が聞くマンガの極意!（2016年1月、ジャンプSQ.2月号）[22][23]
- 政宗くんのリベンジ（竹岡葉月･Tiv、2017年1月27日）8巻特装版 イラスト寄稿[24]
- とっても優しいあまえちゃん!、美人女上司滝沢さん（ちると・やんBARU、2017年9月6日）ドラドラ応援イラスト小冊子 イラスト寄稿[25]
- ナゴヤ歴史探検（ぴあ、2018年4月19日） - 名古屋市立中学校の全生徒に社会科の教科書として配布される郷土の歴史を学ぶ副読本。八十亀ちゃんの描き下ろしパラレル4コマ漫画が3本掲載。
- 私に天使が舞い降りた!（椋木ななつ、2019年1月11日）5巻特装版 イラスト寄稿
- 俺たちのヤンキーグラフィティ（日刊月チャン、2019年3月3日） - イラスト寄稿[26]
- ゆるゆり10周年記念本 ゆるゆりX（なもり、2019年6月28日）イラスト寄稿[27]
- 名古屋だいすき通信 Vol.1（名古屋市観光文化交流局 ナゴヤ魅力向上室、2019年7月20日） - 名古屋市立小・中学校の全生徒に配布された。紙面に八十亀ちゃんのイラスト。
- 世界コスプレサミット2019 公式パンフレット（WCS、2019年7月） - 世界コスプレサミット参加者に向けた心得漫画4ページが掲載。
- 井ノ上奈々誕生日イベント（2021年7月11日） - グッズイラスト
- 前田慶次の歴史夏祭り（2021年7月31日） - グッズイラスト
- 君は喧し閉じてよ口を!（森田俊平・アルデヒド、2022年9月）1巻特装版小冊子 - イラスト寄稿
- 香田メイ 卒業ライブ〜The Show Must Go On〜（2023年9月2日） - グッズイラスト
- 高柳明音・若井友希のやおだがね！第二回公開録音（2024年1月28日） - グッズイラスト
- 中部電力「ちゅうでん森きっず」プロジェクトイメージキャラクター(2024年7月) - キャラクターデザイン

### 同人誌
- それ町だより それ町ありがとう合同本（合同誌、それでも町は廻っている、サークル「のんびり特選隊」名義、2018年8月、C94）

## 提供
- DELUXE DELUXE HAPPY（作詞、アダチと共同、2019年　戸松遥の楽曲）
- 放課後の美魔女（脚本・キャラクターデザイン、2021年　テレビ愛知「ネバーTV」内）
- 亜咲花 5th Anniversary 特設サイト（メインビジュアルイラスト・コメント寄稿、2021年）
- 名古屋市・環境行動促進アプリ「なごっちゃ」（キャラクターデザイン）[11]
- 東海コンプライアンス（作詞、2022年　TEAM SHACHIの楽曲）

## 出演

### テレビアニメ
- 八十亀ちゃんかんさつにっき（2019年、アイドルオーディエンス[28]、カラオケ客[29]）

### 情報番組
- くすぐる（テレビ愛知）※2020年3月28日・同年4月4日ゲスト出演

### ラジオ番組
- ゆっこ学園 月曜なのに金パーソン（ぎふチャンラジオ）※2020年11月30日ゲスト出演

### 新聞
- 中日新聞 2021年4月4日付 生活家庭面「家族のこと話そう」

## 関連人物

### 師匠
- 荻野純[30] - 『γ -ガンマ-』連載時

### アシスタント仲間
- 相羽紀行[30]

### アシスタント
- 平野稜二[30] - 『BOZEBEATS』『きめつのあいま！（原作「鬼滅の刃」吾峠呼世晴）』などの連載作家
- 乍藤和樹 - 『片田舎のおっさん、剣聖になる 〜ただの田舎の剣術師範だったのに、大成した弟子たちが俺を放ってくれない件〜』コミカライズ版の作画を担当